# Acacia profusa
Acacia profusa é uma espécie de leguminosa do gênero Acacia, pertencente à família Fabaceae.